# Europska godina osoba s invaliditetom

Europska komisija proglasila je 2003. godinu Europskom godinom osoba s invaliditetom (eng. European Year of People with Disabilities, EYPD). Ponekad se nazivala i Europskom godinom invalidnih osoba.
Europska komisija namijenila je 12 milijuna eura za priznanje Europske godine osoba s invaliditetom.[nedostaje izvor]
Godina je službeno pokrenuta pod grčkim predsjedanjem u Ateni 26. siječnja 2003. Suvoditeljica otvarenja bila je Julie Fernandez.[nedostaje izvor]

## Vanjske poveznice
- Službene mrežne stranice, arhivirane u Wayback Machine